# Constitución Política del Perú de 1993
La Constitución Política del Perú de 1993 (en quechua sureño: Perú Suyu Hatun Kamay Pirwa 1993 o Perú Suyu Kamachiq Mama Qillqa) es la ley suprema de la República del Perú. Antecedida por la constitución de 1979 y antes otros 10 textos constitucionales, fue redactada durante el tercer año del gobierno de Alberto Fujimori por el Congreso Constituyente Democrático convocado tras el cierre de las dos cámaras del Congreso en el autogolpe de Estado de 1992. Fue aprobada mediante el referéndum de 1993 y promulgada el 29 de diciembre de ese mismo año. Aunque los resultados han sido discutidos por algunos sectores, este referéndum fue certificado y validado por instituciones y organismos internacionales con la finalidad de evitar que el cambio de gobierno sea deslegitimizada. Tras décadas habiendo estado suprimida, desde marzo de 2025, por la Ley N° 32265, la firma de Alberto Fujimori ha sido restituida.
Originalmente constaba de 6 títulos, 26 capítulos y 206 artículos. Tras el 11 de diciembre de 2024, posee 212 artículos vigentes y un artículo derogado, y ha sido materia de 30 leyes de reforma constitucional. Es una de las normas fundamentales que más tiempo ha regido en el Perú, siendo superada solamente por los textos de 1860 y 1933. Heredó de la constitución de 1979, la definición del modelo económico como una economía social de mercado, concepto tomado del ordoliberalismo.

## Historia
La Constitución Política del Perú, en vigencia, fue elaborada por un Congreso Constituyente expresamente convocado para tal fin. Su promulgación se produjo el 29 de diciembre del año 1993. Estos acontecimientos ocurrieron como consecuencia de la grave situación política reinante en el país, luego del autogolpe de Estado de 1992, propiciado por el expresidente de la República Alberto Fujimori, el 5 de abril de 1992. El gobierno de facto surgido en esa oportunidad, con respaldo y aprobación de las Fuerzas Armadas, disolvió el Congreso de la República e intervino el Poder Ju ydicial, utilizando el mecanismo de la destitución arbitraria de jueces y fiscales de diversos niveles por medio de Decretos Leyes expedidos en uso abusivo e inconstitucional del poder.

### Antecedentes
El 5 de abril de 1992, el entonces presidente Alberto Fujimori, quien había sido elegido en 1990 bajo la entonces vigente Constitución de 1979, anunció en un mensaje a la nación el establecimiento de un gobierno de emergencia y reconstrucción nacional, cuyo fin sería la reforma institucional del país con la necesaria reforma constitucional. Entre las medidas adoptadas, Fujimori dispuso disolver el Congreso e intervenir el Poder Judicial, el Ministerio Público, la Contraloría, el Tribunal de Garantías Constitucionales y los gobiernos regionales.
Este quiebre del orden constitucional mediante un autogolpe de Estado contó con la aprobación mayoritaria de la población peruana, debido en buena parte al descrédito en que había caído la clase política y sus representantes en el parlamento, aunque hay que destacar que el desprestigio de la «partidocracia» fue fomentado y estimulado desde muy temprano por el mismo gobierno de Fujimori.
Si bien en el plano interno el autogolpe fue medianamente aceptado por la población, la comunidad internacional en cambio mostró una posición de rechazo. Así, por ejemplo, los países miembros de la Organización de Estados Americanos, “deploraron” el autogolpe peruano e instaron al presidente Fujimori a que buscara una fórmula para el retorno de la democracia. En la reunión de cancilleres, el ministro peruano Augusto Blacker Miller intentó justificar el autogolpe a partir del riesgo que significaba para el Perú la subversión terrorista. Este argumento no convenció a los representantes de los países más importantes de América. Se aprobó una resolución en la cual se exigía al gobierno peruano dialogar con la oposición democrática y encontrar una senda para retornar a la democracia; caso contrario, en la siguiente reunión de cancilleres se procedería a adoptar sanciones contra el Perú.
En mayo de 1992, Alberto Fujimori asistió a la XXII Asamblea General de la Organización de los Estados Americanos en Nasáu, Bahamas; en la cual se comprometió a restablecer los derechos constitucionales en el país, así como a convocar a un Congreso Constituyente Democrático para garantizar el equilibrio de poderes y la efectiva participación ciudadana en la elaboración de un nuevo contrato social.

### Congreso Constituyente Democrático de 1992
Fruto de la exigencia de la comunidad internacional, el 17 de junio de 1992 Fujimori convocó a un Congreso Constituyente Democrático (CCD); pero el gobierno complicó de tal modo el diálogo con los partidos políticos que logró su propósito de dividirlos: unos aceptaron ir al CCD como el Partido Popular Cristiano (PPC) y otros rechazaron esta alternativa como el Partido Aprista Peruano. Por su parte, el gobierno estuvo representado por la alianza oficialista formada por Cambio 90 y el recién fundado partido Nueva Mayoría. 
El 22 de noviembre de 1992 se realizaron las elecciones para los 80 representantes al Congreso Constituyente Democrático, el cual no sólo contaría con poderes constituyentes sino también legislativos. La alianza oficialista resultó triunfadora al obtener 44 escaños, con lo cual alcanzó la mayoría absoluta en el CCD.
El Congreso Constituyente fue presidido por Jaime Yoshiyama, mientras que la Comisión de Constitución fue conducida por los juristas Carlos Torres y Torres Lara, como presidente y Enrique Chirinos Soto como vicepresidente. 
El CCD se instaló el 30 de diciembre de 1992 y finalizó su labor el 26 de agosto de 1993 con la aprobación del nuevo texto constitucional, el cual sería sometido luego a referéndum para su ratificación por parte de la población.

### Referéndum ratificatorio y promulgación
De conformidad con la Ley Constitucional del 31 de agosto de 1993, el CCD sometió al voto popular la aprobación de la nueva carta política. El gobierno fijó como fecha para la realización de dicho referéndum el 31 de octubre del mismo año, en el cual los ciudadanos deberían optar por una de las dos opciones: por el “SI”, si estaban a favor de aprobar la Constitución; y por el “NO” si eran contrarios a ello.
Los partidos opositores al gobierno, tanto aquellos que habían participado en el CCD como aquellos que se abstuvieron, sumaron esfuerzos a favor del “NO”. Mientras que el gobierno puso todo su aparato de publicidad al servicio de la campaña por el “SI”. Los resultados de esta consulta popular fueron los siguientes: Por el “SI” votaron 3.878.964 ciudadanos (52.24 %), mientras que por el “NO” votaron 3.545.699 ciudadanos (47.76 %).
El gobierno obtuvo así el triunfo. Aprobada la Constitución, Fujimori procedió a su promulgación el 29 de diciembre de 1993, entrando en vigor el 31 de diciembre del mismo año.

### Supresión y restitución de la firma de Alberto Fujimori
La firma de Alberto Fujimori estuvo suprimida durante más de 20 años. Cabe mencionar que, pese al autogolpe de 1992 y el subsiguiente Gobierno de Emergencia y Reconstrucción Nacional (GERN), la constitución de 1979 siguió teóricamente en vigencia hasta la expedición y promulgación de la Constitución de 1993. Se considera, de acuerdo con el Tribunal Constitucional, que la Ley de Bases del mencionado GERN y los demás actos emanados del autogolpe fueron ilegales e inconstitucionales de origen, validados luego por las Leyes Constitucionales de 1993 emitidas por el Congreso Constituyente Democrático, y por el referéndum del mismo año.[cita requerida]
En 2001, en una ley promulgada por el presidente Alejandro Toledo, el Congreso del Perú retiró la firma de Alberto Fujimori de la Constitución.

Suprímese la firma de Alberto Fujimori Fujimori, del texto de la Constitución Política del Estado de 1993, sin perjuicio de mantener su vigencia, en aplicación de la Resolución Legislativa N° 009-2000-CR, que declaró su permanente incapacidad moral y, en consecuencia, la vacancia de la Presidencia de la República.
Ley N° 27600 del 15 de diciembre de 2001.

En 2024, desde el Congreso, el partido Fuerza Popular elaboró un proyecto de ley para restaurar la firma de su líder histórico en los ejemplares oficiales de la constitución,  ya que consideraban que era su «hecho histórico» y que, al concretarse, evitaría que se intente «reescribir otros capítulos». El proyecto fue elaborado por el parlamentario fujimorista Fernando Rospigliosi, quien fue opositor de su gobierno durante los años 1990.
En esta ocasión, Rospigliosi defendió que su propuesta «no es un ensalzamiento personalista de Alberto Fujimori, sino es muestra de nuestro un compromiso con la lealtad histórica y construir una verdadera reconciliación basada en la objetividad». Varios políticos y periodistas de derecha apoyaron la medida en virtud de «restituir la memoria histórica»; por ejemplo, el congresista neoliberal Alejandro Cavero sostuvo que era «una cuestión de respetar la historia y contársela a los jóvenes con la verdad».  Desde la izquierda, el líder de Perú Libre, Vladimir Cerrón, también apoyó la mediday afirmó que «con la restitución de la firma queda oficializada la paternidad responsable de quien nos impuso este plagio neoliberal».
Sin embargo, otros políticos y líderes de opinión se mostraron en desacuerdo con la medida. Así, la congresista de izquierda Sigrid Bazán sostuvo que la medida no le hacía «bien» a la Constitución;  y el constitucionalista conservador Natale Amprimo sostuvo que retirar la firma había consolidado la vigencia de la Constitución, mientras que, por el contrario, restituirla era un «gesto político» que «generará una innecesaria confrontación y colocará en el debate político un tema que los peruanos deberíamos tener ya por superado».
Finalmente, en 2025, el Congreso de la República aprobó un proyecto que derogaba la ley de 2001 y restituía la firma de Fujimori. El 22 de marzo de 2025, la presidenta Dina Boluarte promulgó la ley de restitución en el diario oficial.

Se deroga la Ley 27600 —Ley que suprime firma y establece proceso de reforma constitucional—, y, en consecuencia, se restituye la firma de Alberto Fujimori Fujimori —Presidente Constitucional [sic] de la República— en el texto de la Constitución Política del Perú de 1993.
Ley Nº 32265 del 22 de marzo de 2025

## Contenido
En el momento de su promulgación constaba de 206 artículos, 26 capítulos y 16 disposiciones finales y transitorias, ordenados en 6 títulos, así como un preámbulo y una declaración. A noviembre de 2024, tras las modificaciones de octubre de ese año, el texto constitucional preservaba su número original de capítulos y títulos, y contenía un total de 212 artículos vigentes (incluyendo los artículos 7-A°, 14-A°, 34-A°, 39-A°, 102-A° y el 102-B°) y uno derogado (el 90-A°).
- Preámbulo.
- Título I: De la persona y la sociedad. 
  - Capítulo I: Derechos fundamentales de la persona.
  - Capítulo II: De los derechos sociales y económicos.
  - Capítulo III: De los derechos políticos y de los deberes.
  - Capítulo IV: De la función pública
- Título II: Del Estado y la nación
  - Capítulo I: Del Estado, la nación y el territorio
  - Capítulo II: De los tratados.
- Título III: Del régimen económico.
  - Capítulo I: Principios generales.
  - Capítulo II: Del ambiente y los recursos naturales.
  - Capítulo III: De la propiedad.
  - Capítulo IV: Del régimen tributario y presupuestal.
  - Capítulo V: De la moneda y la banca.
  - Capítulo VI: Del régimen agrario y de las comunidades campesinas y nativas.
- Título IV: De la estructura del Estado. 
  - Capítulo I: Poder legislativo.
  - Capítulo II: De la función legislativa.
  - Capítulo III: De la formación y promulgación de las leyes.
  - Capítulo IV: Poder ejecutivo.
  - Capítulo V: Del Consejo de ministros y congresistas
  - Capítulo VI: De las relaciones con el Poder Legislativo.
  - Capítulo VII: Régimen de excepción.
  - Capítulo VIII: Poder judicial.
  - Capítulo IX: Del Consejo nacional de la magistratura.
  - Capítulo X: Del Ministerio público.
  - Capítulo XI: De la Defensoría del pueblo.
  - Capítulo XII: De la seguridad y la defensa nacional.
  - Capítulo XIII: Del sistema electoral.
  - Capítulo XIV: De la descentralización, las regiones y las municipalidades.
- Título V: De las garantías constitucionales.
- Título VI: De la reforma de la constitución.
- Disposiciones finales y transitorias.
- Declaración (sobre vinculación del Perú a la Antártida)

## Principales innovaciones
En aspectos generales, esta Constitución no varió mucho comparada con la anterior, la Constitución de 1979. Se conservó incluso textualmente algunos artículos y en otros casos solo se ha variado la forma, mas no el fondo. Sin embargo, por su aporte en una nueva administración neoliberal, pocas innovaciones tuvieron importancia fundamental.
- Referéndum. Introduce el mecanismo del referéndum o consulta popular para la aprobación de cualquier reforma total o parcial de la Constitución, la aprobación de normas con rango de ley, las ordenanzas municipales y las materias relativas al proceso de descentralización.
- La pena de muerte. Sanción que antes solo se aplicaba para delitos de traición a la patria en guerra exterior, se extiende a los delitos de terrorismo. Pero en la práctica no ha sido reglamentada esto último debido a que cuenta con un tratado supranacional que lo impide.
- La reelección presidencial. El mandato presidencial se mantuvo en cinco años, pero se permitió una sola reelección inmediata o consecutiva (artículo 112). Al amparo de este artículo constitucional, Fujimori se reeligió en 1995; al año siguiente, mediante una controvertida Ley de Interpretación Auténtica, se le permitió otra reelección consecutiva la llamada “re-reelección”. De acuerdo con esta interpretación, el segundo gobierno de Fujimori (1995-2000) era el primero sujeto a ese artículo constitucional, invocándose la no retroactividad de las leyes. Luego de la fuga y renuncia de Fujimori desde el Japón en octubre de 2000, se modificó este artículo, quedando prohibida la reelección inmediata: a partir de entonces, quien culmina su mandato presidencial puede volver a candidatear transcurrido como mínimo un período constitucional. Es decir, se volvió a lo que establecía la constitución anterior.
- Extensión de facultades al Poder Ejecutivo. El Poder Ejecutivo, en especial el presidente de la República, obtuvo mayores atribuciones. Estas fueron ampliadas a nivel de potestad legislativa mediante los decretos de urgencia. El presidente puede disolver el Congreso si éste censura a dos consejos de ministros.
- Unicameralidad. El Poder Legislativo tuvo un cambio radical en su estructura: se abolió la bicameralidad parlamentaria y se impuso la unicameralidad, es decir una sola cámara, con 120 representantes o congresistas. En el 2011 se amplió su número a 130. De todos modos, continúa siendo un número inferior al que tenía el antiguo Congreso bicameral (180 diputados y 60 senadores).
- Reforma del Consejo Nacional de la Magistratura. Se reforma el Consejo Nacional de la Magistratura del Perú, organismo al que se dota de autonomía para la selección y nombramiento de los magistrados Jueces y Fiscales, labor que antes recaía en el presidente de la República sujeto a ratificación del Congreso. Años después, se reemplazó por la Junta Nacional de Justicia.
- Creación de la Defensoría del Pueblo. Se estableció la figura de la Defensoría del Pueblo como un ente autónomo encargado de defender los derechos del pueblo y supervisar el cumplimiento de los deberes de la administración estatal. Su titular es el Defensor del Pueblo, elegido y removido por el Congreso con el voto de los dos tercios del número legal de sus miembros.
- Establecimiento del rol subsidiario del Estado en la economía. Se establece que la iniciativa privada es libre y se ejerce en una economía social de mercado.[27] El Estado asume solo su rol orientador, mas no hace actividad empresarial, sino solo excepcionalmente. La anterior Constitución consagraba el ejercicio de la actividad empresarial por parte del Estado; ahora el Estado vigila y facilita la libre competencia, legaliza la libre tenencia de moneda extranjera y el libre cambio y defiende los intereses de los consumidores y usuarios.[28]
- Se autoriza a las entidades corporativas a utilizar los recursos públicos por un período delimitado, mediante el establecimiento del contrato-ley.[29] Es esencial reconocer que la referida disposición legal concede a las concesiones empresariales un carácter de importancia constitucional.[30]
- Se sigue mencionando a las comunidades campesinas y las nativas, pero ya no a la reforma agraria, como ampliamente lo hacía la anterior carta magna. Se garantiza la privatización de la tierra aplicándose el libre mercado; incluso las tierras abandonadas pasan al dominio del Estado para su adjudicación en venta.[28][31]
- Se dejó de garantizar plenamente la estabilidad laboral, la misma que era estipulada explícitamente en el artículo 48 de la Constitución anterior. Ahora solo se dice que el Estado otorga al trabajador adecuada protección contra el despido arbitrario.
- Se reconoce a las municipalidades autonomía política, económica y administrativa.
- Se simplificó el proceso de naturalización. Las personas que tienen un padre o una madre peruano pueden adquirir la nacionalidad peruana por filiación, o por naturalización, siempre que el ciudadano extranjero resida en Perú.[32]

## Reformas constitucionales
El mecanismo de reforma de la constitución se establece en el artículo 206 del texto constitucional, tanto en su versión original como en su versión vigente. A pesar de que el texto constitucional no lo menciona, de acuerdo con leyes y sentencias del Tribunal Constitucional, no existe la posibilidad de elaborar una nueva constitución bajo una asamblea constituyente.
Según La República, en sus 31 años de existencia se han reformado 110 artículos, incluyendo 10 disposiciones transitorias y el texto de un artículo. También se crearon seis artículos nuevos y se derogó uno. La mayoría de las reformas ocurrieron durante el gobierno de Dina Boluarte.
Tras las reformas constitucionales publicadas en el diario El Peruano en diciembre de 2024, se habían aprobado en total 30 leyes de reforma constitucional incluyéndolas. Adicionalmente, existió dos leyes ordinarias sobre la firma de Alberto Fujimori. De esas 30 leyes de reforma constitucional, tres se aprobaron mediante el mecanismo ordinario de ratificación mediante referéndum, mientras que en las restantes 27 se omitió el referéndum por doble votación calificada en el Congreso. Las normas son las siguientes.

### Congreso Constituyente Democrático 1993-1995
- Ley N° 26470. Modifican la Constitución Política de Estado, en lo referido a las Garantías Constitucionales
- Ley N° 26472. Modifican artículo de la Constitución Política del Estado en lo referido a la asignación de recursos del presupuesto del sector público

### Periodo parlamentario 2000-2001
- Ley N.º 27365. Ley de Reforma Constitucional que elimina la Reelección Presidencial inmediata y modifica la duración del mandato del Presidente, Vicepresidentes y Congresistas de la República elegidos en las Elecciones Generales de 2000

### Periodo parlamentario 2001-2006
- Ley N° 27600. Ley que suprime firma y establece proceso de Reforma Constitucional
- Ley N.º 27680. Ley de Reforma Constitucional del Capítulo XIV del Título IV, sobre Descentralización
- Ley N.º 28389. Ley de Reforma de los artículos 11, 103 y Primera Disposición Final y Transitoria de la Constitución Política del Perú
- Ley N.º 28390. Ley de Reforma de los artículos 74 y 107 de la Constitución Política del Perú
- Ley N.º 28480. Ley de Reforma de los artículos 31 y 34 de la Constitución Política del Perú
- Ley N.º 28484. Ley de Reforma de los artículos 87, 91, 92, 96 y 101 de la Constitución Política del Perú
- Ley N.º 28607. Ley de Reforma de los artículos 91, 191 y 194 de la Constitución Política del Perú

### Periodo parlamentario 2006-2011
- Ley N.º 29401. Ley de reforma de los artículos 80 y 81 de la Constitución Política del Perú
- Ley N.º 29402. Ley de reforma del artículo 90 de la Constitución Política del Perú

### Periodo parlamentario 2011-2016
- Ley N.º 30305. Ley de reforma de los artículos 191, 194 y 203 de la Constitución Política del Perú sobre denominación y no reelección inmediata de autoridades de los gobiernos regionales y de los alcaldes

### Periodo parlamentario 2016-2021

#### Congreso regular 2016-2019
- Ley N.º 30558. Ley de reforma del literal f del inciso 24 del artículo 2 de la Constitución Política del Perú
- Ley N.º 30588. Ley de Reforma Constitucional que reconoce el Derecho de Acceso al Agua como Derecho Constitucional
- Ley N.º 30650. Ley de reforma del artículo 41 de la Constitución Política del Perú
- Ley N.º 30651. Ley de reforma del artículo 203 de la Constitución Política del Perú, para otorgar legitimación activa al Presidente del Poder Judicial en los procesos de inconstitucionalidad
- Ley N.º 30738. Ley de reforma del artículo 52 de la Constitución Política del Perú
- Ley N.º 30904. Ley de Reforma Constitucional sobre la conformación y funciones de la Junta Nacional de Justicia
- Ley N.º 30905. Ley que modifica el artículo 35 de la Constitución Política del Perú para regular el financiamiento de organizaciones políticas
- Ley N.º 30906. Ley de Reforma Constitucional que prohíbe la reelección inmediata de parlamentarios de la República

#### Congreso complementario 2020-2021
- Ley N.º 31042. Ley de Reforma Constitucional que incorpora el artículo 34-A y el artículo 39-A sobre impedimentos para postular a cargos de elección popular o ejercer función pública
- Ley N.º 31097. Ley de Reforma del artículo 16 de la Constitución Política del Perú con el fin de fortalecer el Sector Educación
- Ley N.º 31118. Ley de Reforma Constitucional que elimina la inmunidad parlamentaria
- Ley N.º 31122. Ley de Reforma Constitucional que habilita el doble empleo o cargo público remunerado del personal médico especializado o asistencial de salud, en casos de emergencia sanitaria

### Periodo parlamentario 2021-2026
- Ley N.º 31878. Ley de reforma constitucional que promueve el uso de las tecnologías de la información y la comunicación, y reconoce el derecho de acceso a internet libre en todo el país
- Ley N.º 31988. Ley de Reforma Constitucional que restablece la Bicameralidad en el Congreso de la República del Perú
- Ley Nº 32135. Ley de reforma constitucional que incorpora la disposición transitoria especial cuarta en la Constitución Política del Perú para autorizar excepcionalmente la elaboración y aprobación de reglamentos
- Ley Nº 32145. Ley de Reforma Constitucional del artículo 40 de la Constitución Política del Perú para habilitar el doble empleo o cargo público remunerado al personal médico o asistencial de salud
- Ley Nº 32189. Ley de Reforma Constitucional del subtítulo del capítulo VI del título III y del artículo 89 de la Constitución Política del Perú para el reconocimiento del Pueblo Afroperuano
- Ley Nº 32188. Ley de Reforma Constitucional que modifica los Artículos 7 y 23 de la Constitución Política del Perú para considerar el término “discapacidad”
- Ley N°32265. Ley que deroga la Ley 27600 —Ley que Suprime Firma y Establece Proceso de Reforma Constitucional— y restituye la firma del presidente Alberto Fujimori Fujimori en la Constitución Política del Perú de 1993.

## Comisiones de reforma
- 2000-2001 - Comisión de Estudio de Bases de la Reforma Constitucional, presidida por el ministro de Justicia, Diego García Sayán y conformada por Domingo García Belaunde (vicepresidente), Javier de Belaunde López de Romaña, Samuel Abad Yupanqui, Alberto Borea Odría, Francisco Eguiguren Praeli, Jorge Danis Ordóñez y Javier Alva Orlandini. Publicó su Informe Final en julio de 2001.[36]
- 2001-2003 - Comisión de Constitución del Congreso. Por Ley, se encargó a la Comisión de Constitución, Reglamente y Acusaciones Constitucionales del Congreso, presidida por Henry Pease, elaborar un proyecto de reforma total de la constitución.[17][37][38] Tal comisión convocó, además, un comité asesor y siete grupos de trabajo temáticos. La comisión de constitución estuvo conformada, además de Pease, por los parlamentarios Anel Townsend, Jorge del Castillo, Ántero Flores Aráoz, Natale Amprimo y Fausto Alvaro; el comité asesor, presidido por el expresidente Paniagua, incluyó a Alberto Adrianzén, Enrique Bernales, Pedro Cateriano, Jorge Danós, Víctor García Toma, César Landa, Francisco Miró Quesada Rada y Marcial Rubio.[38][37] Publicó un Anteproyecto de Reforma Constitucional el 5 de abril de 2002, para su discusión pública.[38] Subsecuentemente, aprobó en julio de 2002 un proyecto de ley de reforma íntegra de la constitución, que fue aprobado en primera votación en 2003 pero luego no volvió a discutirse.[39]

La Comisión de Consitución, Reglamento y Acusaciones Constitucionales, propondrá un proyecto de reforma toal de la Constitución, tomando en cuenta la Constitución histórica del Perú y en particular el texto de la Constitución de 1979. Tras su aprobación por el Congreso será sometido a referéndum. De ser aprobado quedará abrogada la Constitución de 1993.
[...] El proceso de reforma se llevará a cabo promoviendo el más amplio debate nacional, mediante la permanente realización de eventos académicos como fórums, conversatorios, entre otros actos que tiendan a la discusión de las propuestas para el cambio constitucional.
Ley N° 27600 del 15 de diciembre de 2001.

- 2018 - Comisión de Alto Nivel para la Reforma Política: creada en diciembre de 2018 y conformada por Fernando Tuesta Soldevilla (presidente), Milagros Campos Ramos, Paula Muñoz Chirinos, Jessica Benza Morales y Martín Tanaka Gondo. El objetivo fue diseñar propuestas de reforma política que serán enviadas por el Ejecutivo al Congreso.